# Rafael Bournigal
Rafael Antonio Bournigal Pelletier (nacido el 12 de mayo de 1966 en Azua) es un ex infielder dominicano que jugó en las Grandes Ligas de Béisbol. Fue seleccionado por los Dodgers de Los Ángeles en la ronda 19 del draft de 1987, y jugó para los Dodgers (1992-1994), Atléticos de Oakland (1996-1998), y Marineros de Seattle (1999). Bournigal fue un excelente fildeador campocorto/segunda base con un bate decente.
Los mejores años de Bournigal fueron con Oakland. En sus tres temporadas con los Atléticos inició alrededor del 36% de sus juegos (173 de 486), bateó para .249, e hizo un total  de sólo 8 errores.
El total de carreras de 365 partidos incluyen 234 hits, 4 jonrones, 85 carreras impulsadas, 104  carreras anotadas, un promedio de bateo de .251 y un porcentaje de embasarse de .301. En el campo de juego, hizo 469 outs, tuvo 787 asistencias, cometió 15 errores, y participó en 182 jugadas de doble matanza. Su porcentaje de fildeo fue un excelente .988.
Sus highlights durante su carrera incluye:
- Un juego de cuatro hits ...dos sencillos, un doble y un jonrón frente a los Marineros de Seattle (25 de junio de 1997).
- once juegos de tres hits...con un sencillo, dos dobles, tres carreras impulsadas y anotó tres carreras contra los Tigres de Detroit (29 de abril de 1999).